# Wolf Blood
Wolf Blood, também Wolfblood: A Tale of the Forest, é um filme mudo produzido nos Estados Unidos e lançado em 1925, sob a codireção de George Chesebro e de Bruce Mitchell.

## Produção
Wolf Blood tem sido referenciado em vários livros como sendo o primeiro filme de lobisomem já produzido. Porém esta é uma afirmação errada; o primeiro filme de lobisomem é The Werewolf, produzido e lançado em 1913. No entanto, este filme é considerado como perdido. Sendo assim, Wolf Blood deveria ser conhecido como o mais antigo filme sobrevivente, do gênero lobisomem.